# Brachiomonas
Brachiomonas é um género de algas verdes, biflageladas. Estas algas são normalmente encontradas em águas marinhas ou salobras, mas podem tolerar uma variação grande de salinidades. Podem ser encontradas em charcos de água doce perto do mar e, em certas ocasiões, em habitats poluídos de água doce em regiões interiores.

## Espécies
As espécies actualmente (2009) reconhecidas são:
- Brachiomonas simplex
- Brachiomonas submarina
- Brachiomonas westiana